# 圣卢 (克勒兹省)
圣卢（法語：Saint-Loup，法語發音：[sɛ̃ lu]）是法国克勒兹省的一个市镇，属于欧比松区。

## 地理
圣卢（46°8'12"N, 2°16'13"E）面积18.82 平方千米，位于法国新阿基坦大区克勒兹省，该省份为法国中部省份，位于法國中央高原西北部，北起安德尔省和谢尔省，西接维埃纳省，南至科雷兹省，东临多姆山省，东北与阿列省接壤。
与圣卢接壤的市镇（或旧市镇、城区）包括：勒绍谢、古宗、吕萨、皮埃尔菲特、圣于连勒沙泰勒、塔尔德。

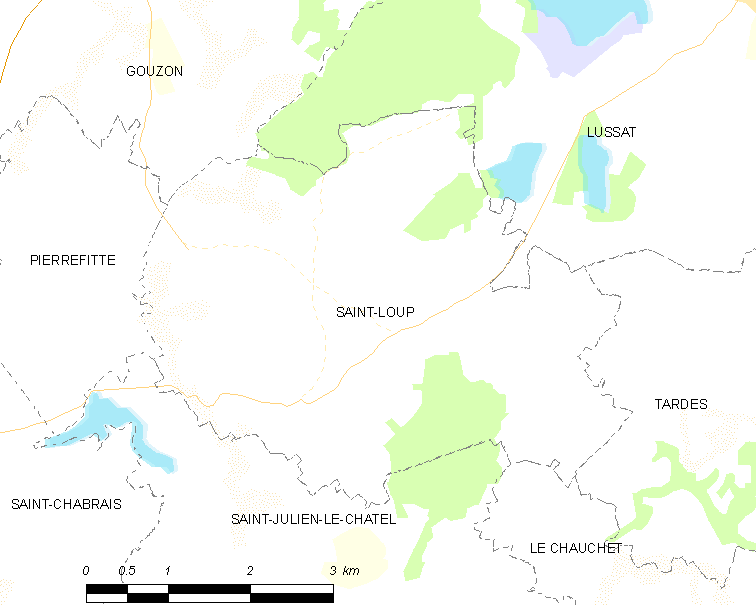
的OSM定位图

圣卢的时区为UTC+01:00、UTC+02:00（夏令时）。

## 行政
圣卢的邮政编码为23130，INSEE市镇编码为23209。

## 政治
圣卢所属的省级选区为古宗县。

## 人口

1962-2008年间人口变化图示

圣卢于2022年1月1日时的人口数量为192人。